# Vendéspace
El Vendéspace es un complejo deportivo y cultural situado en Mouilleron-lee-Captif, cerca de La Roche-sur-Yon. El complejo se construyó entre 2009 y 2012 y el 14 de septiembre de 2012 fue inaugurado con la presencia del baloncestista de los San Antonio Spurs Tony Parker. El complejo fue diseñado por el arquitecto Paul Chemetov y la obra tuvo un coste de 60 millones de euros. La construcción cuenta con una superficie de 21.000 m² y la pista central posee unas 4.900 bancadas.

### Otros artículos
- La Roche-sur-Yon